# خدمات ماهی و حیات وحش ایالات متحده
خدمات ماهی و حیات وحش ایالات متحده (انگلیسی: United States Fish and Wildlife Service) یکی از سازمان‌های حکومت فدرال ایالات متحده آمریکا و تحت‌نظارت وزارت کشور ایالات متحده آمریکا است که مدیریت زیستگاههای طبیعی، حیات وحش و ماهیها را بر عهده دارد. مأموریت این سازمان «کار با دیگران برای حفظ، مراقبت و افزایش ماهی‌ها، حیات وحش، گیاهان و زیستگاه‌هایشان برای ادامه‌یافتن منافع ملت آمریکا» است.
آرلیا اسکیپویت، نامزد فعلی قرارگرفتن در مقام ریاست این سازمان است که از سوی دونالد ترامپ معرفی‌شده‌است.